# Платен, Август фон
Карл Август Георг фон Платен-Халлермюнде (нем. Karl August Georg Maximilian Graf von Platen-Hallermünde, 24 октября 1796, Ансбах — 5 декабря 1835, Сиракузы) — немецкий поэт и драматург.

## Биография
Учился в кадетской школе в Мюнхене, с 1810 — в Королевской пажеской школе, в 1814 выпущен лейтенантом полка Баварской лейб-гвардии. В 1815 участвовал во Французской кампании, несколько месяцев стоял на биваке под Маннгеймом, в боях не бывал. Путешествовал по Швейцарии. В 1818 поступил в Вюрцбургский университет, учился философии и филологии. В 1819 перешёл в Эрлангенский университет, где сделался горячим поклонником Шеллинга.

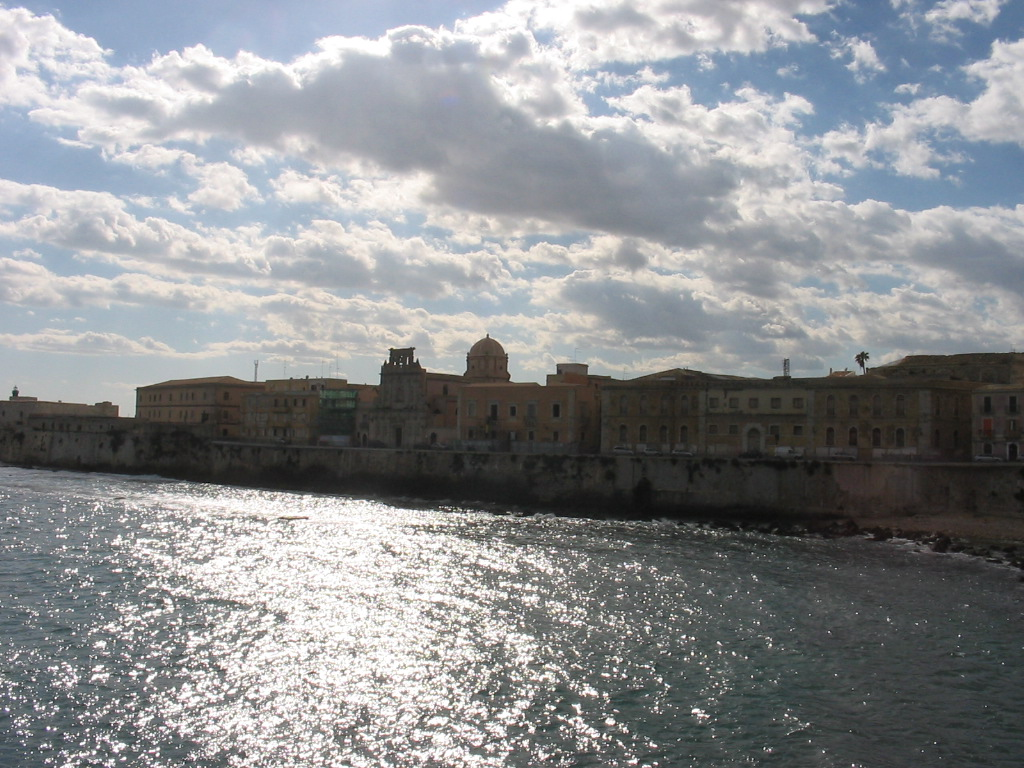
Остров Ортиджа в центре Сиракузы, место смерти Платена

Издал сборник стихов в восточном духе «Газели» (1821), близкий аналогичным произведениям Рюккерта. Эта и последовавшие за нею книги привлекли внимание Гёте. Если стихи Платена так или иначе находятся в русле романтических традиций, хотя и разных, сложно синтезированных (к тому же в них всегда отчётлива ориентация на сложившиеся культурные формы и стили — оду, сонет, газель и т. п.), его сатирические драмы того же времени явно обращены против ходульного романтизма.
Холодность собратьев-поэтов, критики и публики подтолкнули Платена к отъезду в 1826 году в Италию. Он жил во Флоренции, Риме, Неаполе, но из-за ограниченности средств вёл жизнь совершенно скудную. Много писал. Его новая драма «Романтический Эдип» (1829) вызвала враждебную реакцию Иммермана и Гейне, который посвятил ему в своих «Путевых картинах» резкие страницы . В 1832 году Платен вернулся в Германию похоронить отца, зиму 1832—1833 прожил в Мюнхене. Летом 1834 он возвратился в Италию, в 1835-м, спасаясь от холеры, перебрался на Сицилию, где вскоре умер от горячки.

## Творчество
В стихотворной комедии «Роковая вилка» («Die verhängnisvolle Gabel» (нем.), 1826) Платен создал пародию на надуманность ужасов жанра трагедия рока (драма рока).

## Наследие и признание
Гёте высоко ставил Платена, но упрекал его в холодности и романтических странностях характера. Гейне просто отказывал ему в таланте. Томас Манн, который перенёс отдельные черты Платена, включая его гомоэротизм, на главного героя новеллы «Смерть в Венеции», закончил свою речь о Платене (1930) призывом склониться «перед его жизнью, исполненной благородства и полной невзгод, чистый след которой… останется с нами до тех пор, пока живы наш язык и наша культура».

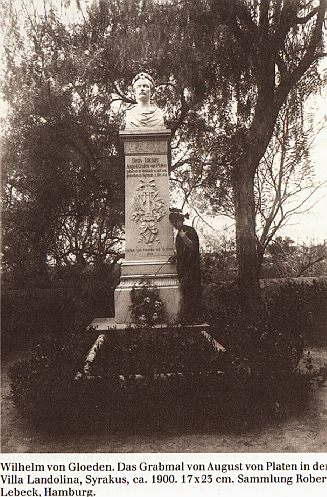
Вильгельм фон Глёден. Надгробие А. фон Платена на протестантском кладбище в Сиракузе, 1900

## Платен в музыке
Музыку на стихи Платена писали Роберт Шуман, Франц Шуберт, Иоанна Кинкель, Брамс, Хуго Вольф, Энгельберт Хумпердинк, Пауль Хиндемит, Антон Брукнер и др. композиторы.

## Сочинения

### Стихи
- Ghaselen, 1821
- Lyrische Blätter, 1821
- Neue Ghaselen, 1823
- Sonette aus Venedig, 1825
- Polenlieder, 1831

### Драмы
- Der gläserne Pantoffel, 1823
- Der Schatz des Rampsinit, 1824
- Der Turm mit den Sieben Pforten, ein Lustspiel, 1825
- Die verhängnisvolle Gabel, 1826
- Der romantische Ödipus, 1829
- Die Liga von Cambrai, 1833

### Переводы на русский язык
- [Стихи]// Европейская поэзия XIX в. М.: Художественная литература, 1977, с.293-296
- Роковая вилка/ Перевод Алексея Парина//Немецкая романтическая комедия: Сборник. СПб: Гиперион, 2004
- [Стихотворения]// "Зарубежная поэзия в переводах Вячеслава Куприянова", Радуга, Москва, 2009